# American Institute of Graphic Arts

Logo oficial.

El American Institute of Graphic Arts (en español como Instituto de Artes Gráficas de Norteamérica, conocido simplemente como AIGA) es un colegio oficial de diseño gráfico creado en los Estados Unidos en 1914. Es conocida por sus actividades de diseño técnico, específicamente en la creación de pictogramas del Departamento de Transporte de los Estados Unidos en 1979. Actualmente está organizado por 20.000 miembros a través de 65 sedes en todo el país.